# Saulius Ritter
Saulius Ritter (født 23. august 1988 i Vilnius, Sovjetunionen) er en litauisk roer.
Ritter vandt sølv i dobbeltsculler ved OL 2016 i Rio de Janeiro sammen med Mindaugas Griškonis, kun slået af kroaterne Martin og Valent Sinković. Han deltog i samme disciplin ved OL 2012 i London, hvor litauerne blev nummer seks.
Ritter har desuden to gange, i 2011 og 2014, vundet EM-guld i dobbeltsculler, mens det to gange, i 2013 og 2015 er blevet til VM-sølv i samme disciplin.

## OL-medaljer
- 2016:  Sølv i dobbeltsculler